# Холлен (Куксхафен)
Холлен (нем. Hollen, н.-нем. Hollen) — ортшафт в Германии, земля Нижняя Саксония, район Куксхафен. Входит в состав общины Беверштедт. До 1 ноября 2011 года был отдельной общиной в составе союза общин Беверштедт. Население составляет 767 человек (на 20 ноября 2019 года). Занимает площадь 15,6 км².

## Административное устройство
Муниципальный район подразделяется на 14 сельских округов:
- Альте-Райхе
- Ам-Фельде
- Бай-ден-Бауэрн
- Драйайнигкайт
- Зюне
- Мартенсрайхе
- Нойе-Райхе
- Оберхайзе
- Фуксберг
- Хайзе
- Холлен
- Холленеркамп
- Холленерхайде
- Шульштрассе